# تورانسوفوما: كونوبي نو نازو
تورانسوفوما: كونوبي نو نازو (باليابانية: トランスフォーマー コンボイの謎) ، هي لعبة فيديو إلكترونية من نوع أقتل وأجري ، أنتجت سنة 1986م ونشرت اللعبة في اليابان ، وتعمل حصراً لنظام نينتندو إنترتينمنت سيستم.